# Paul Gosar
Paul Anthony Gosar (Rock Springs, 27 novembre 1958) è un politico statunitense, membro della Camera dei Rappresentanti per lo stato dell'Arizona dal 2011.

## Biografia
Nato nel Wyoming in una famiglia di origini slovene e basche, Gosar ha un fratello di nome Pete, candidato a governatore del Wyoming con il Partito Democratico.
Paul invece, dopo aver lavorato come dentista in Arizona per oltre venticinque anni, nel 2009 si candidò alla Camera dei Rappresentanti come membro del Partito Repubblicano. Nelle elezioni Gosar riuscì a sconfiggere di misura la deputata democratica in carica Ann Kirkpatrick e approdò così al Congresso.
Due anni dopo Gosar chiese la rielezione in un altro distretto e venne riconfermato; nella stessa tornata elettorale anche la Kirkpatrick riconquistò il suo vecchio seggio. Gosar è giudicato un repubblicano di stampo conservatore, specialmente in materia sociale.